# Пурысево
Пурысево — село в Первомайском районе Алтайского края, входит в сельское поселение Акуловский сельсовет.

## История
Основано в 1810 году. В 1926 году деревня Порысево состояла из 20 хозяйств. В национальном составе населения того периода преобладали русские. В административном отношении являлось центром Порысевского сельсовета Белоярского района Барнаульского округа Сибирского края.

## Население
| 1926 | 1997 | 1998 | 1999 | 2000 | 2001 | 2002 | 2003 | 2004 | 2005 |
| ---- | ---- | ---- | ---- | ---- | ---- | ---- | ---- | ---- | ---- |
| 962  | ↘150 | ↘143 | ↘132 | ↘124 | ↘117 | ↘106 | ↗107 | ↘105 | ↘97  |
| 2006 | 2007 | 2008 | 2009 | 2010 | 2011 | 2012 | 2013 |      |      |
| ↘88  | ↗97  | ↘83  | →83  | ↗90  | ↘88  | ↘82  | ↘81  |      |      |

Национальный состав
Согласно результатам переписи 2002 года, в национальной структуре населения русские составляли 90 %.